# Björklundstorpet

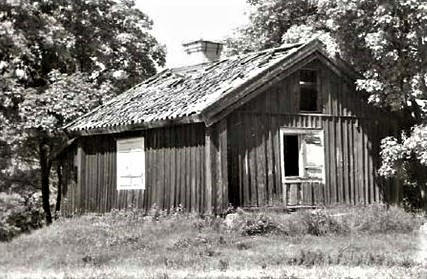
Björklundstorpet i Björklunds hage i Norra Ängby på 1950-talet. Torpet revs efter 1955 efter att det hade eldhärjats i början på 1950-talet.

Björklundstorpet är platsen för det tidigare Björklunds torp i Björklunds hage på östra sidan av Bällstavägen i stadsdelen Norra Ängby i Bromma, väster om Stockholm.
Björklundstorpet i Björklunds hage låg på krönet nära Bällstavägen i anslutning till gravfältet i Björklunds hage, som var gravplatsen för det tidiga Ängby. Gravarna framträder tydligt i området närmast söder om Bällstavägen. I slutet av 1800-talet lär en smed med namnet Björklund ha bott i torpet. En trappa från Bällstavägen visar torpets plats. Huset vandaliserades och eldhärjades under 1950-talet. Därefter revs torpet efter 1955.

## Historia
Björklundstorpet låg strax väster om Stora Ängby slott. Torpplatsen, det vill säga platsen där torpet tidigare låg, ligger i utkanten av ett delröjt järnåldersgravfält (RAÄ 62 i Bromma) i Björklunds hage. Torpet Björklund är troligen byggt under 1700-tales senare hälft. Vid 1779 års husförhör anges en torpare bo i huset. Johan Davidsson bodde i torpet 1783 enligt husförhörsprotokoll. År 1809 anges en statdräng boende i stugan. Husförhörslängd 1810 nämner statdrängen Maths Lundberg med familj.
I slutet av 1800-talet uppges en smed med namnet Björklund ha bott i torpet. Vid den tiden låg torpet under Råcksta och kallades också för Råckstastugan. Ett tidigare namn var Sörtorp. Torpet markeras på kartor från 1800, 1826, 1829 och 1846. Det nämns också i 1717 års "cathechissmiförhörslängd". Under de sista åren som torpet fanns kvar var det uthyrt.
Stugan hade endast ett rum med gavelingång. Torpet fanns kvar obebott i flera år till någon gång efter 1955, då det vandaliserades, eldhärjades och sedan revs. Idag syns en tydlig gräsöverväxt husgrundsterrass och några trappsteg av sten upp till terrassen.
Torpet kallades en tid för NTO-stugan. IOGT (Godtemplarorden) hade stugan som möteslokal. Det ska finnas en ristning på en häll inte långt från platsen. Ristningen ska föreställa ett cirkelornament, en ofullständig människofigur och bokstäverna IOGT.